# بروكفيو (ماريلاند)
بروكفيو (بالإنجليزية: Brookview, Maryland)‏ هي بلدة تقع في مقاطعة دورشيستر (ماريلاند) بولاية ماريلاند في الولايات المتحدة. تبلغ مساحتها 0.1 (كم²)، وترتفع عن سطح البحر 6 م، بلغ عدد سكانها 60 نسمة في عام 2010 حسب إحصاء مكتب تعداد الولايات المتحدة وتصل الكثافة السكانية فيها 579.2 نسمة/كم2.

## التركيبة السكانية
قام مكتب تعداد الولايات المتحدة بتحديد بيانات التركيبة السكانية لبروكفيو في تعداد الولايات المتحدة. في ما يلي، التركيبة السكانية حسب تعدادي 2000 و2010.

### تعداد عام 2000
بلغ عدد سكان بروكفيو 65 نسمة بحسب تعداد عام 2000، وبلغ عدد الأسر 26 أسرة وعدد العائلات 17 عائلة مقيمة في البلدة. في حين سجلت الكثافة السكانية 1,597.4 نسمة لكل ميل مربع (616.8/كم2). وبلغ عدد الوحدات السكنية 27 وحدة بمتوسط كثافة قدره 663.5 نسمة لكل ميل مربع (256.2/كم2).
وتوزع التركيب العرقي للبلدة بنسبة 100.00% من البيض.
بلغ عدد الأسر 26 أسرة كانت نسبة 23.1% منها لديها أطفال تحت سن الثامنة عشر تعيش معهم، وبلغت نسبة الأزواج القاطنين مع بعضهم البعض 57.7% من أصل المجموع الكلي للأسر، ونسبة 3.8% من الأسر كان لديها معيلات من الإناث دون وجود شريك، وكانت نسبة 34.6% من غير العائلات. تألفت نسبة 34.6% من أصل جميع الأسر من أفراد ونسبة 19.2% كانوا يعيش معهم شخص وحيد يبلغ من العمر 65 عاماً فما فوق. وبلغ متوسط حجم الأسرة المعيشية 3.24، أما متوسط حجم العائلات فبلغ 2.50.
بلغ العمر الوسطي للسكان 41 عاماً. وكانت نسبة 23.1% من القاطنين تحت سن الثامنة عشر، وكانت نسبة 6.2% بين الثامنة عشر والأربعة وعشرون عاماً، ونسبة 26.2% كانت واقعةً في الفئة العمرية ما بين الخامسة والعشرون حتى والأربعة وأربعون عاماً، ونسبة 23.1% كانت ما بين الخامسة والأربعون حتى الرابعة والستون، ونسبة 21.5% كانت ضمن فئة الخامسة والستون عاماً فما فوق. يوجد لكل 100 أنثى 71.1 ذكر، ويوجد لكل 100 أنثى في الثامنة عشر من عمرها فما فوق 72.4 ذكر.
بلغ متوسط دخل الأسرة في البلدة 51,719 دولار، أما متوسط دخل العائلة فبلغ 51,250 دولار. وكان متوسط دخل الذكور 28,125 دولار مقابل 31,875 دولار للإناث. وسجل دخل الفرد الخاص بالبلدة 14,288 دولار.

### تعداد عام 2010
بلغ عدد سكان بروكفيو 60 نسمة بحسب تعداد عام 2010، وبلغ عدد الأسر 23 أسرة وعدد العائلات 15 عائلة مقيمة في البلدة. في حين سجلت الكثافة السكانية 1,500.0 نسمة لكل ميل مربع (579.2/كم2). وبلغ عدد الوحدات السكنية 31 وحدة بمتوسط كثافة قدره 775.0 لكل ميل مربع (299.2/كم2).
وتوزع التركيب العرقي للبلدة بنسبة 93.3% من البيض و 6.7% من الأمريكيين الأفارقة.
بلغ عدد الأسر 23 أسرة كانت نسبة 21.7% منها لديها أطفال تحت سن الثامنة عشر تعيش معهم، وبلغت نسبة الأزواج القاطنين مع بعضهم البعض 30.4% من أصل المجموع الكلي للأسر، ونسبة 13.0% من الأسر كان لديها معيلات من الإناث دون وجود شريك، بينما كانت نسبة 21.7% من الأسر لديها معيلون من الذكور دون وجود شريكة وكانت نسبة 34.8% من غير العائلات. تألفت نسبة 26.1% من أصل جميع الأسر من أفراد ونسبة 17.4% كانوا يعيش معهم شخص وحيد يبلغ من العمر 65 عاماً فما فوق. وبلغ متوسط حجم الأسرة المعيشية 3.27، أما متوسط حجم العائلات فبلغ 2.61.
بلغ العمر الوسطي للسكان 42 عاماً. وكانت نسبة 16.7% من القاطنين تحت سن الثامنة عشر، وكانت نسبة 11.6% بين الثامنة عشر والأربعة وعشرون عاماً، ونسبة 23.3% كانت واقعةً في الفئة العمرية ما بين الخامسة والعشرون حتى والأربعة وأربعون عاماً، ونسبة 23.3% كانت ما بين الخامسة والأربعون حتى الرابعة والستون، ونسبة 25% كانت ضمن فئة الخامسة والستون عاماً فما فوق. وتوزع التركيب الجنسي للسكان بنسبة 58.3% ذكور و41.7% إناث.

## وصلات خارجية
- The US50 - Cities and Towns in Maryland State
- Maryland Cities and Towns, Facts, Map, Flag, Colleges, Government, and More